# Upon a Burning Body
Upon a Burning Body is een Amerikaanse metalcoreband afkomstig uit San Antonio, Texas.

## Personele bezetting
Huidige leden
- Danny Leal – leidende vocalen (2005–heden)
- Ruben Alvarez – gitaar (2012–heden), achtergrondvocalen (2005–heden), bas (2005–2012, 2016–2017)
- Tito Felix – drums, percussie (2014–heden)
- Joe Antonellis - bas (2017–heden)

Voormalige leden
- P Bitty – drums (2005–2008, 2011)
- Chris "CJ" Johnson – slaggitaar (2005–2012)
- Seth Webster – bas (2012–2013)
- Jonathon Gonzales – drums (2011–2013)
- Ramon "Lord Cocos" Villarreal – drums (2008–2011, 2013–2014)
- Sal Dominguez – leidende gitaar (2005–2015)
- Rey Martinez - bas (2013–2016)

Tijdlijn

## Discografie

### Studioalbums
| Albumgegevens                                                               | Hoogste notering in de Amerikaanse hitlijsten | Hoogste notering in de Amerikaanse hitlijsten | Hoogste notering in de Amerikaanse hitlijsten | Hoogste notering in de Amerikaanse hitlijsten | Hoogste notering in de Amerikaanse hitlijsten | Hoogste notering in de Amerikaanse hitlijsten |
| Albumgegevens                                                               | US                                            | US Heat                                       | US Indep                                      | US Hard Rock                                  | US Rock                                       | UK Rock                                       |
| --------------------------------------------------------------------------- | --------------------------------------------- | --------------------------------------------- | --------------------------------------------- | --------------------------------------------- | --------------------------------------------- | --------------------------------------------- |
| The World Is Ours - Uitgebracht: 6 april 2010 - Label: Sumerian             | —                                             | 28                                            | —                                             | —                                             | —                                             | —                                             |
| Red. White. Green. - Uitgebracht: 10 april 2012 - Label: Sumerian           | 105                                           | 1                                             | 20                                            | 11                                            | 35                                            | —                                             |
| The World Is My Enemy Now - Uitgebracht: 12 augustus 2014 - Label: Sumerian | 39                                            | —                                             | 6                                             | 3                                             | 12                                            | 18                                            |
| Straight from the Barrio - Uitgebracht: 28 oktober 2016 - Label: Sumerian   | —                                             | —                                             | 12                                            | 8                                             | 22                                            | —                                             |
| Southern Hostility - Uitgebracht: 7 juni 2018 - Label: Seek & Strike        | —                                             | —                                             | —                                             | —                                             | —                                             | —                                             |